# Cyaxares

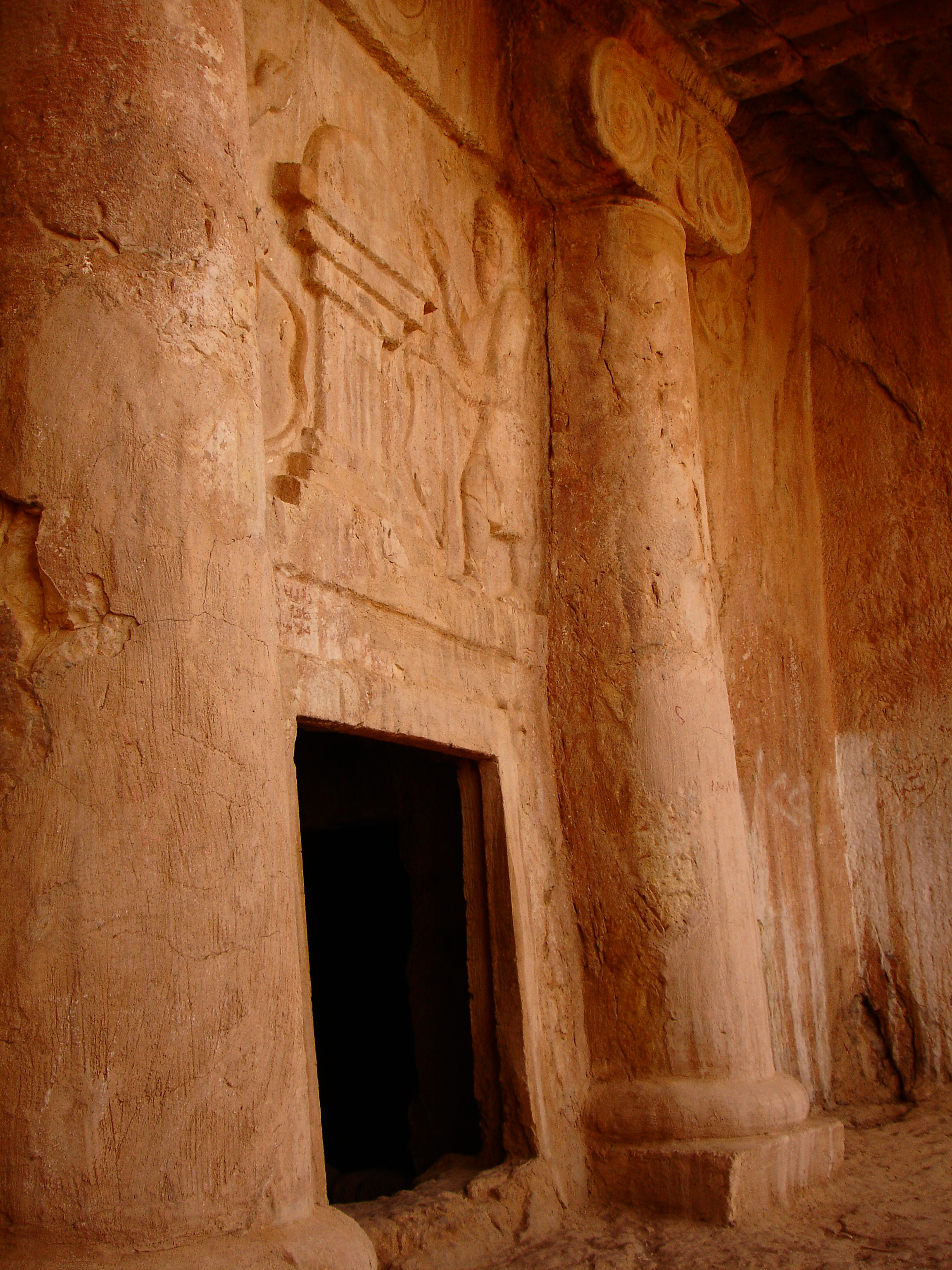
Ingang van de vermoedelijke tombe van Cyaxares in Qyzqapan (Suleimaniya).

Cyaxares of Hvakhshathra of Kayxosrew (Koerdisch: Key Xusrew/Kiyaksar) regeerde van 653 tot 585 v.Chr. als koning van de Meden. Zijn Babylonische naam was Umakistar.
Cyaxares was de zoon van Phraortes, de zoon van Deioces.
Eerst reorganiseerde hij het leger, vervolgens begon hij de oorlog tegen het verzwakkende Assyrische Rijk. In 615 slaagde hij er in Assur in te nemen. Hij sloot een alliantie met de koning van Babylon, Nabopolassar. Zijn dochter, Amuhia of Amytes, huwde de zoon van Nabopolassar, Nebukadnezar II. Die zou voor haar de hangende tuinen van Babylon bouwen, als remedie tegen haar heimwee naar de bergen uit haar geboortestreek.
Samen met de Babyloniërs wist Cyaxares het Assyrische Rijk beslissend te verslaan. In 612 werd Ninive ingenomen en totaal verwoest door de alliantie. De Meden breidden hun gebied verder uit met Noord-Mesopotamië. Uiteindelijk stokte de expansie aan de rivier de Halys in het huidige Turkije, na de onbesliste Slag bij de Halys tegen de Lydiërs, die eindigde met een zonsverduistering die paniek veroorzaakte onder beide legers (28 mei 585).
Cyaxares stierf kort daarna en hij werd opgevolgd door zijn zoon, Astyages.